# Andrej Baschko
Andrej Aljaksandrawitsch Baschko (belarussisch Андрэй Аляксандравіч Башко, russisch Андрей Александрович Башко/Andrei Alexandrowitsch Baschko; * 23. Mai 1982 in Minsk, Weißrussische SSR) ist ein belarussischer Eishockeyspieler, der seit 2009 beim HK Schachzjor Salihorsk in der belarussischen Extraliga unter Vertrag steht.

## Karriere
Andrej Baschko begann seine Karriere als Eishockeyspieler in seiner Heimatstadt im Nachwuchsbereich des HK Junost Minsk, für dessen Profimannschaft er von 1998 bis 2001 parallel in der East European Hockey League sowie der belarussischen Extraliga aktiv war. Die Saison 2000/01 beendete der Verteidiger jedoch beim HK Mahiljou in der Extraliga. Anschließend unterschrieb er einen Vertrag beim HK Keramin Minsk, mit dem er in der Saison 2001/02 das Double aus nationaler Meisterschaft und Pokal gewann. In den folgenden beiden Jahren war Baschko mit seiner Mannschaft jeweils in der länderübergreifenden East European Hockey League erfolgreich.
Für die Saison 2005/06 erhielt Baschko einen Vertrag bei Metallurg Nowokusnezk aus der russischen Superliga. Für Metallurg gab er in 26 Spielen eine Vorlage. Daraufhin kehrte er in seine Heimat zurück, wo er vom HK Dinamo Minsk aus der Extraliga verpflichtet wurde. Mit diesem wurde er in der Saison 2006/07 zum zweiten Mal in seiner Laufbahn belarussischer Meister. Nachdem er die folgende Spielzeit bei Minsks Ligarivalen Metallurg Schlobin verbracht hatte, wechselte er für die Saison 2008/09 zu Amur Chabarowsk in die neu gegründete Kontinentale Hockey-Liga. In 32 Spielen erzielte Baschko ein Tor und gab vier Vorlagen. Zur Saison 2009/10 kehrte er zum HK Dinamo Minsk zurück, der 2008 ebenfalls in die KHL aufgenommen worden war. Bei Dinamo spielte er zunächst parallel für das KHL-Team und das Extraliga-Farmteam HK Schachzjor Salihorsk. Da er sich im KHL-Team jedoch nicht dauerhaft durchsetzen konnte, wechselte er nach nur sechs KHL-Einsätzen fest zum HK Schachzjor, für den er seither fast ausschließlich spielt. Einzig im Jahr 2011 war er kurzfristig an den Ligarivalen HK Junost Minsk ausgeliehen, mit dem er den IIHF Continental Cup gewann.

### International
Für Belarus nahm Baschko im Juniorenbereich an der U18-Junioren-Weltmeisterschaft 2000 und der U20-Junioren-B-Weltmeisterschaft 2000 sowie den U20-Junioren-Weltmeisterschaften 2001 und 2002 teil. Im Seniorenbereich trat er für Belarus bei den Weltmeisterschaften 2005, 2008 und 2009 an. Zudem stand er im Aufgebot seines Landes bei der Qualifikation zu den Olympischen Winterspielen 2006 in Turin.

## Erfolge und Auszeichnungen
- 2000 Aufstieg in die Top Division bei der U20-Junioren-Weltmeisterschaft der Division I
- 2002 Belarussischer Meister mit dem HK Keramin Minsk
- 2002 Belarussischer Pokalsieger mit dem HK Keramin Minsk
- 2003 East-European-Hockey-League-Gewinn mit dem HK Keramin Minsk
- 2004 East-European-Hockey-League-Gewinn mit dem HK Keramin Minsk
- 2007 Belarussischer Meister mit dem HK Dinamo Minsk
- 2009 Spengler-Cup-Gewinn mit dem HK Dinamo Minsk
- 2011 IIHF-Continental-Cup-Gewinn mit dem HK Junost Minsk

## KHL-Statistik
(Stand: Ende der Saison 2010/11)